# Banjar (Panggul)
Banjar is een bestuurslaag in het regentschap Trenggalek van de provincie Oost-Java, Indonesië. Banjar telt 5222 inwoners (volkstelling 2010).